# Kārlis Lejnieks
Kārlis Lejnieks (* 16. März 1988) ist ein ehemaliger lettischer Tennisspieler.

## Karriere
Lejnieks war 2003 und 2004 auf der ITF Junior Tour aktiv und kam bis auf Rang 337.
Bei den Profis platzierte sich Lejnieks 2006 das erste Mal in der Weltrangliste, 2007 kam er das erste Mal in die Top 1000 des Einzels. Die ersten Finalteilnahmen seiner Karriere erfolgten 2008, als er auf der drittklassigen ITF Future Tour im Einzel unterlag und im Doppel zu seinem ersten Titel kam. Den größten Matcherfolg sowie zugleich das größte Preisgeld erzielte der Lette durch seine einzige Teilnahme an einem Turnier der ATP Tour. Nur dank einer Wildcard stand er in St. Petersburg im Hauptfeld. Dort besiegte er den an Position 228 geführten Russen Alexander Kudrjawzew, der ebenfalls mit einer Wildcard teilnahm, in drei Sätzen. Im Folgenden unterlag er der Nummer 16 der Welt Fernando Verdasco deutlich. Das Jahr beendete er erstmals in den Top 500 der Welt.
Nach einem Jahr 2009 fast ohne jegliche Siege war die Saison 2010 die erfolgreichste. Fünf Future-Finals konnte er erreichen, davon zwei zu einem Titel nutzen. Im April 2011 kam er auf Rang 347, sein Karrierehoch im Einzel. Im Doppel gewann er 2010 auch seinen zweiten Futuretitel und war Anfang 2011 an Position 744 am höchsten notiert. Mitte 2011 beendete Lejnieks seine aktive Karriere mit 23 Jahren, nachdem er auf der ATP Challenger Tour nur einmal die zweite Runde und damit keinen Erfolg erreicht hatte. Während seiner aktiven Karriere spielte er bis 2010 jedes Jahr für die lettische Davis-Cup-Mannschaft, für die er eine Bilanz von 2:6 vorweist.
Nach seiner aktiven Zeit betreute Lejnieks bis 2018 das Davis-Cup-Team Lettlands. Anschließend übernahm er verschiedene Rollen für den lettischen Tennisverband sowie seit 2020 die des Generalsekretärs des Lettischen Olympiakomitees. Im März wurde bekannt, dass der Lette probeweise Trainer von Dominic Thiem wurde.